# Arnold Senoner
Arnold Senoner (Bolzano, 16 gennaio 1953) è un ex sciatore alpino italiano.

## Biografia
Originario di Selva di Val Gardena e specialista dello slalom gigante, Senoner vinse la medaglia di bronzo ai Campionati italiani nel 1974; in Coppa del Mondo conquistò l'unico risultato di rilievo il 12 gennaio 1976 giungendo 6º sul difficile tracciato della Chuenisbärgli di Adelboden e in Coppa Europa nella stagione 1976-1977 vinse la classifica di specialità e fu 2º in quella generale. Non prese parte a rassegne olimpiche e non ottenne piazzamenti ai Campionati mondiali.

## Palmarès

### Coppa del Mondo
- Miglior piazzamento in classifica generale: 48º nel 1976

### Coppa Europa
- Miglior piazzamento in classifica generale: 2º nel 1977[3]
- Vincitore della classifica di slalom gigante nel 1977[3]

### Campionati italiani
- 1 medaglia[2]:
  - 1 bronzo (slalom gigante nel 1974)